# Лихачёв, Михаил Павлович
Михаил Павлович Лихачёв (4 ноября 1901 — 4 ноября 1937) — советский коми-пермяцкий поэт, прозаик, автор учебников. Член Союза писателей СССР (1934).

## Биография
Родился в 1901 году в селе Ёгва Соликамского уезда Пермской губернии в крестьянской семье.
Окончив Кудымкарское начальное училище поступил в Юсьвинскую учительскую семинарию, которую закончил в 1919 году.
В 1919—1920 годах работал в школах сел Поносова и Ёгва.

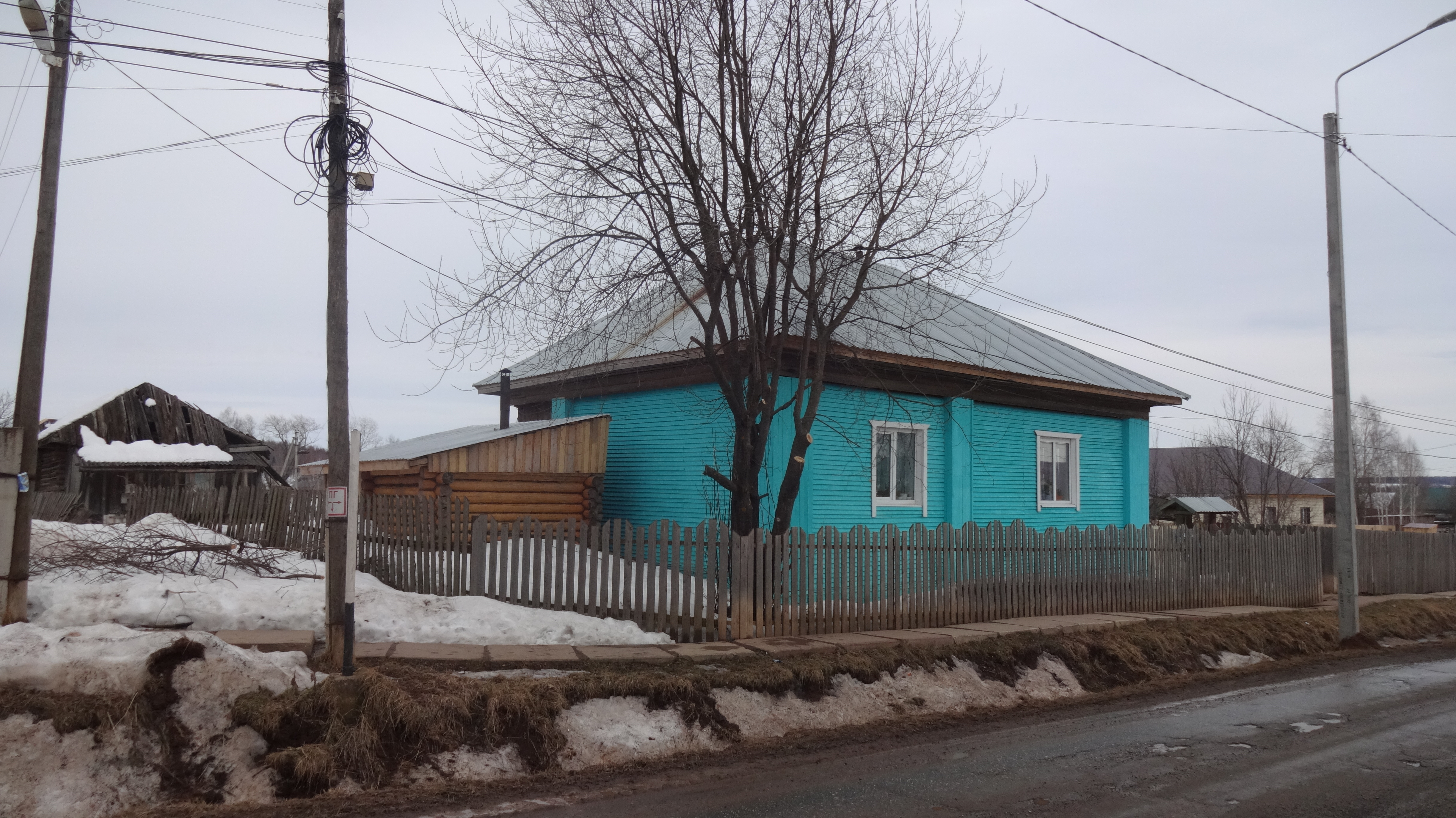
Дом в Ёгве на улице Лихачёва, 14, в котором работал писатель.

В 1920 году был призван в Красную Армию, участвовал в Гражданской войне.
Вернувшись в 1921 году с фронта продолжил работу в Ёгвинской школе.
С 1924 года — заведующий Шипицынской начальной школой, а с марта 1925 года работал в Кудымкарском районном отделе народного образования.
В 1926—1930 годах работал в редакции Коми-Пермяцкой окружной газеты «Гöрись» («Пахарь»).
В 1930—1933 годах учился в Московском редакционно-издательском институте.
С 1933 года работал в научно-исследовательском бюро Коми-Пермяцкого окрисполкома, занимался вопросами национального языка.
В 1934 году был делегатом на Первом съезде писателей СССР, став одним из первых членов Союза писателей СССР.
В 1936 году вместе с поэтами Николаем Поповым и Степаном Караваевым стал автором помещённого в ведущих газетах Свердловска — «Уральский рабочий», «На смену!» и др.стихотворного послания «Письмо Коми-Пермяцкого народа вождю народов товарищу Сталину», которое, как было указано, подписали 81 тысячи коми-пермяков.
В 1937 году арестован, обвинён в «участии в национал-шовинистской организации, возглавляемой Ф. Г. Таракановым», расстрелян 4 ноября 1937 года в Свердловске. Реабилитирован в 1956 году.

## Творчество
Считается основоположником коми-пермяцкой литературы, многое сделавший для создания коми-пермяцкой письменности — подготовил буквари и учебники и букварей для детей и взрослых, которые были изданы в Москве — букварь для детей на коми-пермяцком языке «Вперед». Он же составил букварь для взрослых «За работу».
Одним из первых начал писать на родном языке. Литературное творчество началось в 1923 году. Первые стихи печатались в окружной газете «Пахарь». В 1926 году увидел свет первый сборник его стихов «Громовые дни». В 1928 году была издана первая книга его рассказ «Виль туйбт» («По новому пути»).
Автор самого первого крупного произведения в прозе на коми-пермяцком языке — романа «Менам зон» («Мой сын»). Также автор рассказов «Первые всходы», «Пионер», «Бескрестная», «Делегатка», «Красное знамя», «Маленькие ударники» и поэма «Без приданого».
Перевел на коми-пермяцкий язык стихи А. С. Пушкина, Н. Некрасова, А. Кольцова, Д. Бедного, А. Барто, роман А. М. Горького «Мать», роман «Как закалялась сталь» Н. Островского.

## Память
В 1959 году вышла книга «Избранное», в которую вошли известные и некоторые найденные произведения писателя.
В 1961 году к 60-летию писателя в городе Кудымкаре улица Крестьянская, по которой он проживал, была переименована в улицу Лихачёва.
В 1966 году окружной библиотеке в Кудымкаре было присвоено имя М. П. Лихачёва, в 1992 году учреждена литературная премия им. М. П. Лихачёва, с 2001 года раз в пять лет там проводятся «Лихачёвские чтения».
В 1993 году признан памятником истории и культуры дом в селе Ёгва, где жил Лихачёв М. П. в период своей работы в школе с 1919 по 1934 годы.